# Ahtahkakoop First Nation
Ahtahkakoop (Ahtahkakoop First Nation), jedna od bandi Cree Indijanaca 72 kilometara sjeverozapadno od Prince Alberta na istoimenom rezervatu u Saskatchewanu, Kanada. Ime dolazi po poglavici Ahtahkakoopu (Starblanket) koji 1887. potpisuje ugovor Treaty Six.
Suvremena populacija je blizu 2.500 od čega preko 1.200 na rezervatu Kanadski popisi iz 2001. izbrojali su 1099 pripadnika, a 2006. 1101 pripadnika.

## Vanjske poveznice
- Ahtahkakoop Cree Nation #104